# Pedro "Papeles" Aparicio
Pedro "Papeles" Aparicio es un personaje de cine ficticio de las películas El oro de Moscú y La daga de Rasputín, estrenada a principios de 2011. Aunque ambas películas tengan al personaje, no tienen nada que ver una con otra.

## Trama
Papeles trabaja de repartidor en el diario El País, cuando su amigo Íñigo Fuentes (Santiago Segura) le informa de que El oro de Moscú, nunca salió de España, así que se ponen manos a la obra en busca del ansiado tesoro para que le saquen de pobres.
Ambos se dirigen a Armuña de Tajuña, excavando en la ermita del pueblo con la mala fortuna de la destrucción de la misma. Se entera de que el viejo le había dado un reloj, al no entenderlo ninguno de los dos, avisan al novio de su hija, Felipe, quien cree que es un superdotado, cuando es un simple guardia de seguridad, de una empresa de ordenadores. Su yerno, busca en internet las respuestas, descubriendo que Tajuña fue un militar del bando republicano. Le preguntan al padre de Íñigo, la importancia de los militares Altares y Tajuña, respondiendo que fueron "amantes" de Pastora Bernal y Altares se casó con Pastora.
Se dirigen al teatro La Latina, y le pregunta si su viudo tenía un reloj parecido, ella le dice que igual al de su marido con el que lo enterraron, allí se dirigen todos en busca del reloj.
Una vez conseguido el segundo reloj, unen dos partes del reloj que concuerdan perfectamente, y ahora iban en busca de Tajuña, pero ya había muerto y buscan a su hijo, al cual le hacen una entrevista, haciéndose pasar por reporteros de El País. Descubren que su hijo es peluquero y es quien tiene el reloj.
Se dirigen a la peluquería de Ricky Tajuña (Carlos Latre), pero descubren que se lo robaron en una fiesta. Se dirigen al lugar y descubren que uno de los camareros tiene el reloj, acaban siendo echados de la discoteca, esperándoles a la salida el resto, siendo muy listo Papeles diciéndoles que no lo consiguió, cuando sí había sido lo contrario.
Se dirigen a la joyería de Jacinto, para comprar el cuarto y último reloj, pero sabe que con ellos se descubre el oro de Moscú, con Jacinto descubren más sobre el oro, yendo hacia el banco de España, ayudados por Camuñas un pocero y se adentran por las alcantarillas. Cogen un mal desvío y acaban en el ministerio del ejército, allí descubren que el oro está en el Palacio del Pardo.
Pastora recuerda a Faustino Peláez, un antiguo admirador que trabajó en el Palacio del Pardo, quien le informa sobre el Pardo y les acompañó, aunque se fueron antes a cenar.
Faustino les da un camión para llevar el oro, el cual es de un amigo. De camino su yerno le da el mapa, cogiendo a la familia y los cubanos de Pastora Bernal. En el camino se encuentran con unos guardias civiles, que detienen a los cubanos.
Al llegar al Palacio del Pardo, abren el camión descubriendo inmigrantes ilegales, entran en el palacio. Descubren un pasadizo secreto, en el que descubren un libro. Papeles huye afuera junto con el resto, aunque Faustino se queda suplicando y descubre un escalón hueco, en el que parece estar el oro, aunque luego sea detenido. El resto acaba huyendo.

## Taquilla

### Recaudación mundial
| Película            | Fecha de estreno    | Presupuesto | Taquilla      | Espectadores | Beneficio   | Posición por recaudación (Año) |
| El oro de Moscú     | 28 de marzo de 2003 | €3.000.000  | €5.809.747,17 | 1.259.885    | €195.360,94 | 29                             |
| La daga de Rasputín | 14 de enero de 2011 | €5.000.000  | s.d.          | s.d.         | s.d.        | s.d.                           |